# とことん紀行
『とことん紀行』（-きこう）は日本BS放送(BS11)で毎週金曜日20:00～20:54(JST)に放送されている紀行番組。

## 概要
- 毎回１人の有名人がゆかりのある土地を訪ね、各地の歴史や伝説などを軸にしてその土地の魅力を深く掘り下げていく。

## 内容
北海道編
札幌、函館など北国の大地と感動をおすすめ。「十勝編」では石丸自ら旅人として出演。
本州編
大山や尾道など本州の魅力をおすすめ。「尾張・名古屋編」からは旅人はいません。
四国編
四万十川や鳴門などすがすがしい四国の魅力をおすすめ。
九州伝説
博多や佐世保などあらゆる九州の魅力をおすすめ。第1回は「福岡・博多編」。

## 出演者
旅人
- 立川生志 - 「福岡・博多編」
- 堀田眞三 - 「熊本・天草編」
- 米良美一 - 「高千穂編」
- 成瀬正孝 - 「長崎・平戸編」
- 不破万作 - 「佐賀・唐津編」
- 榎木孝明 - 「鹿児島編」
- 藤波辰爾 - 「大分・臼杵編」
- 松尾伴内 - 「長崎・対馬編」
- 浜内千波 - 「徳島編」
- 宮川俊二 - 「愛媛・松山編」
- 江本孟紀 - 「高知・四万十川編」
- 西山浩司 - 「香川編」
- 岡本信人 - 「山口・萩編」
- 真行寺君枝 - 「島根・隠岐編」
- 角盈男 - 「鳥取・大山編」
- 八名信夫 - 「岡山・備中高梁編」
- 河原さぶ - 「広島・尾道編」
- 中村育二 - 「和歌山・高野山編」
- 岡部まり - 「大阪編」
- 野村将希 - 「兵庫・神戸編」
- 西崎幸広 - 「滋賀・比叡山編」
- 名高達男 - 「京都・醍醐寺編」
- 麿赤兒 - 「奈良・明日香編」

ナレーション
- 石丸謙二郎

## スタッフ
- 撮影：森一生、田中昌光
- 音声：井上聖司
- VE：得能竜也
- EED：高野智子
- MA：井上公二
- 音効：草野ちか子
- 題字：矢部龍治
- CG：ロングストーン
- 技術協力：放送映画製作所、汐留スタジオ
- AD：重永要輔、中山雅春
- ディレクター：竹田耕次
- プロデューサー：斉藤良、小林郡仁（BS11）、高木久雄（毎日映画社）
- エグゼクティブプロデューサー：磯ヶ谷好章（BS11）
- 制作協力：毎日映画社
- 制作著作：BS11

## 放送時間
- BS11

金曜日 20:00 - 20:54
- KBS京都

日曜日 20:00 - 20:55
- 南日本放送

水曜日 15:00 - 15:55